# Pentimento

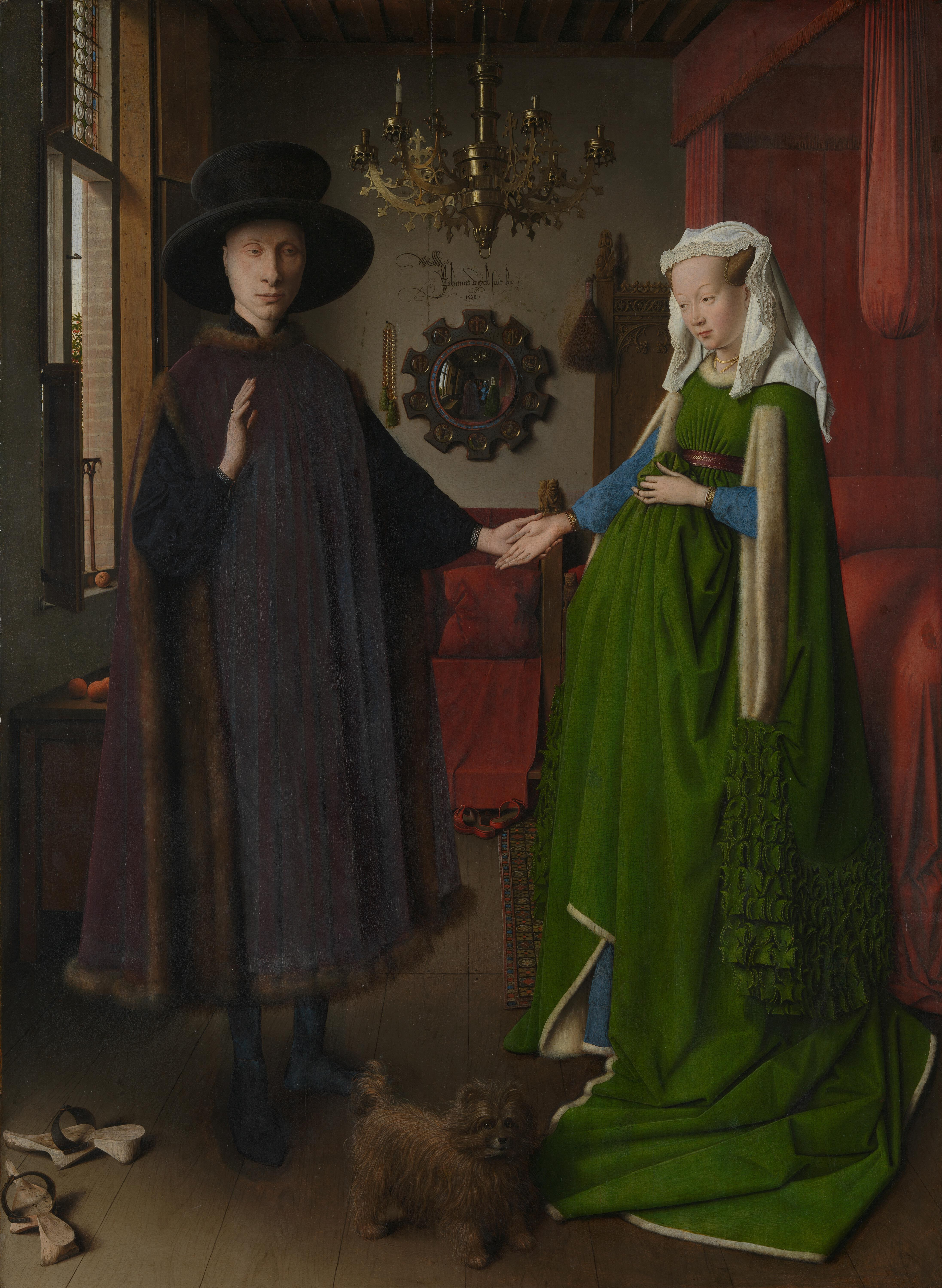
O Casal Arnolfini, por Jan van Eyck, é um exemplo de pintura famosa em que houve mudanças durante seu desenvolvimento.

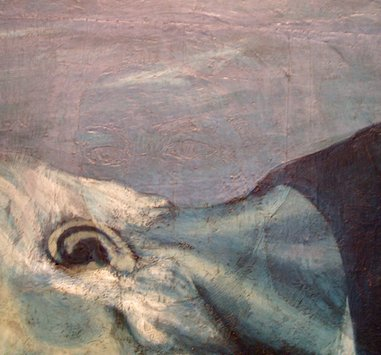
«Vieux guitariste aveugle», de Pablo Picasso, é um quadro do período azul de Picasso. Este quadro esconde em traços antigos a face de uma mulher (pentimento).

Pentimento (plural: pentimenti) é um processo artístico no qual uma alteração é executada numa pintura enquanto a sua feitura está em andamento. Esse procedimento é evidenciado por traços do estado anterior do trabalho, que podem mostrar escolhas e ideias descartadas pelo seu criador quando este toma a decisão de modificar a composição.
O termo é italiano e significa «arrependimento», no sentido literal, uma vez que vem do verbo «pentirsi».